# 阪神71形電車
阪神71形電車（はんしん71がたでんしゃ）は、かつて阪神電気鉄道が保有した路面電車車両。同社の併用軌道線（国道線・甲子園線・北大阪線に対する、阪神電鉄社内における総称）を中心に運行されていた。戦前の日本の路面電車を代表する形式のひとつである。側面の窓が大きい事から「金魚鉢」の愛称で親しまれた。

## 登場まで
阪神の併用軌道線は、1927年の国道線開業時に1形（併用軌道線）を国道線を中心に甲子園線にも投入したほか、従来から北大阪、甲子園両線で使用していた51,61形も両線内で続けて運行していた。その後も併用軌道各線は順調に発展を続け、1形の増備車である31形を国道、北大阪両線に投入することによって、北大阪線に残存していた阪神唯一の四輪単車の501形を置き換えるとともに、輸送力の増強を図った。また、1936年には「アミ電」として有名な121形を投入して、現在のトロッコ列車のさきがけといえるオープンカーによる納涼サービスを提供したことでも有名である。
開業当時は田園風景の中の一直線の道路の上を走っていた国道線であったが、開業から10年近く経過すると、良好な環境を求めて沿線にも住宅や学校などが進出してくるようになり、乗客も順調に増加した。更に、甲子園線の沿線は阪神甲子園球場や甲子園阪神パークをはじめとした施設に代表されるように、阪神が力を入れて開発してきた地域であり、宅地経営も成功していたことからこちらの乗客も増加しており、多客時には杭瀬駅の連絡線を使用して新設軌道線（阪神本線・西大阪線（現：阪神なんば線）・武庫川線など専用軌道を走る路線の社内における総称）からステップ付の301形各形式や601形を借りて臨時輸送にあたっていた。
しかし、新設軌道線の側でも301形各形式の1001形各形式への鋼体化改造や601形のステップ改造により、併用軌道線へ入線できる車両は減少しつつあった。そこで併用軌道線内における一層の輸送力の増強を図りつつ、沿線の環境にマッチした新車の投入が計画され、それまでの1,31形から画期的にモデルチェンジした71形が登場することとなった。

## 概要

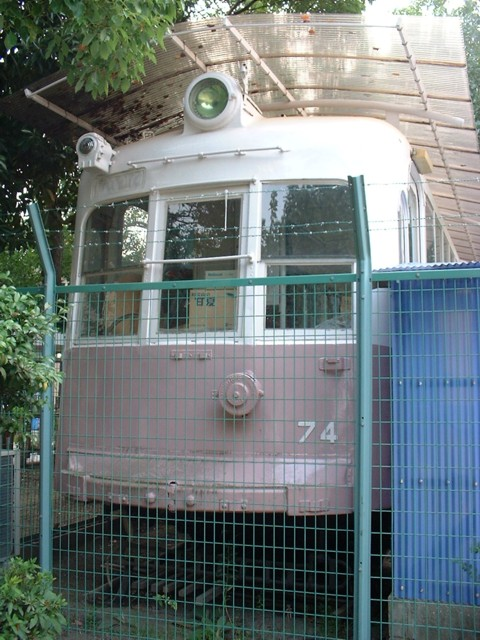
71形74号車

71形は1937年3月に、汽車製造（東京）で71~75の5両が、川崎車輌で76~80の5両の計10両が製造された。車長は約14.5mで、路面電車としては大型であり、当時の新設軌道線で運用されていた15m級車とさほど変わらない大きさであった。
71形最大の特徴であるその外観は、当時流行の流線形に、幕板を屋根ぎりぎりの薄さにして車体部分高さの半分を超すほどまで大型化した側窓を組み合わせた、モダンなデザインになっていた。その窓配置は側面が1D5D5D1、前面が3枚窓で、前面右上には行先方向幕を、左上にはエアインテークをそれぞれ取り付け、側面、前面ともども上辺の角はゆるいカーブを描いているという、単に大きいだけでなく優美な印象を与える窓でもあった。また、ヘッドライトは流線形のカバーをつけた埋め込み式で、砲弾型のテールランプに屋根上のランボードやトルペード型ベンチレーターともども、車体全体のデザインを崩さないように配慮されていた。このスタイルは、後に製造された91形・201形にも引き継がれた。
座席はロングシートで、クロームメッキしたパイプの袖仕切が取り付けられていた。吊り手は東京地下鉄道1000形同様のリコ式吊り手を備えていたが、数年で通常の吊り手と交換されている。照明は櫛桁と天井に管球を取り付けていた。また、ドアの開閉に応じてステップが開くホールディングステップを取り付け、排障器はロックフェンダーを装備していた。
台車及び電装品は、台車は阪神併用軌道線標準の汽車製造製ボールドウィン64-20R台車であるが、80号のみは軸受にスウェーデンSKF製のローラーベアリングを試用していた。モーターは三菱電機MB-163MRを路面電車ながら4基装備で全軸駆動とし、これを制御する制御器は間接制御器、それも自動加速方式の油圧カム軸多段制御器の芝浦RPM-100という、日本にあまり例のない制御装置を搭載、加えてトムリンソン式密着連結器を装備するなど、鉄道線の高速電車さながらの高度なメカニズムを備えていた。この時代の路面電車の多くが大型車でも2基モーター、直接制御器という低速簡易仕様であったのに比べると破天荒な内容であるが、国道線の場合、森具～山打出間などのように電停の間隔が1km以上開く区間があることから、路面電車であってもそれなりの高速性能が要求されることから、高速電車並みの装備が搭載された。後述のとおり、戦後には支線運用ではあるが新設軌道線でも運用されたことがある。
集電装置はポール式で、登場時すでにシングルカテナリー方式だった為に2本しか取り付けられていなかったが、合計4本のポールが取り付け可能な様に、ポールの取り付け座が準備されていた。
この71形は、同時期に登場した大阪市電の流線型電車大阪市電901形とそのモデルチェンジ車である大阪市電2001,2011形をはじめ、神戸市電700形（ロマンスカー）、京都市電600形と並んで、戦前の関西を代表する路面電車車両となった。また、これらの形式に名古屋市電1400形を加えた1930年代後半登場のこれら流線型や曲線美を生かしたデザインの車両群は、戦前の日本の路面電車を代表する形式であるが、その中でも71形は神戸市電700形と並んで大きく採り上げられることが多い。
太平洋戦争中の1943年3月からは、輸送力強化のために国道線野田～上甲子園間でも2両編成での運転を開始したが、このときは71形が未電装の201形と組むMc-Tc編成であった。2両編成での運転は戦後も継続されるが、このときは201形のコントローラーの調子が悪かったために、71形が未電装の201形を牽引するといった方式に改められた。終戦直後の1945年9月に、阪神本線が故障車続出で運行不能となった際には国道線で代替輸送を実施したことがあった。
1950年までにポールのうち片方をビューゲル（Yゲル）に取り替え、同時期にテールランプを通常型のものに取り替えてエアインテークの上に移設した。ポールはビューゲル集電が安定するにつれて撤去されたほか、行先方向幕に代わって行先表示板を使用するようになり、連結器を取り外された車両も登場した。

## 新設軌道線での使用
73 - 76の4両は、1957年から1968年にかけてビューゲルとパンタグラフの両方を装備して、武庫川線や尼崎海岸線で運用された実績がある。
転用のきっかけは、当時輸送力増強で車両が不足していた新設軌道線の事情があった。そこで動力性能に問題ない71形を転用することとなり、1957年に75,76の2両が浜田車庫から尼崎車庫に転属して武庫川線で運行されることになった。本線走行に備えて標識灯を左右2灯に増設して窓下に移設した他、施設側もプラットホームの高さを下げて、ホールディングステップを使用しなくても乗車できるようにされた。併せて、新設軌道線では必要のない排障器も撤去されている。
武庫川線での使用に問題がなかったことから、尼崎海岸線にも71形を投入することとなり、翌1958年には73,74の2両が追加改造された。この時に先に投入された75,76も含めてビューゲルを2基に増設し、標識灯は窓上に移設する事となり、75･76も改造された。また、連結運転に備えて連結器を再度取り付けた。1959年には、ビューゲル操作の合理化を図るため、大阪側のビューゲルをPT-11型パンタグラフに取り替えられた。
その後しばらく両線で使用されていたが、1962年11月30日の尼崎海岸線の廃止と、新設軌道線の車両も大型化が進行して小型車に余裕が出たことから、再び併用軌道線に復帰する事となり、パンタグラフのYゲルへの交換や連結器の取り外しと排障器の取り付けを行って浜田車庫に転属した。なお、標識灯は2灯のままであったが、のちに右側の標識灯を撤去している。75号以外は新設軌道線時代の標識灯を装備していた。

## 晩年
1960年代後半に入ると屋根を中心に車体整備が実施され、80号を除く全車両がランボードの撤去及びトルペード型ベンチレーターの5個×2列から91,201形並みの3個×2列に改造された。また、使わなくなった連結器は撤去されたほか、方向幕窓を埋めた車両も現れた。
その後も国道線の中心車両として使用されていたが、1975年5月の国道線全線廃止と同時に廃車された。

## 保存

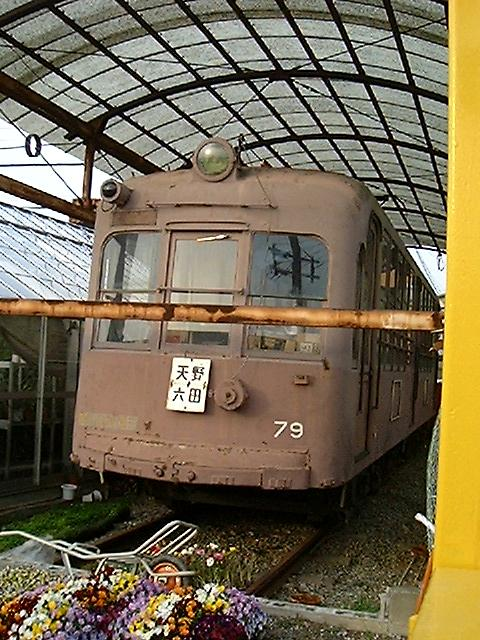
71形79号車　伊丹市内で保存時の画像。現在は修復・再塗装され滋賀県内の私有地で保存されている

現在、71形は以下の3箇所で静態保存されている。うち71号と74号については屋根が付けられた状態で保存されているが、集電装置は取り外されている。また、塗装も現役当時よりかなり薄い色で塗られている。
- 水明公園（尼崎市水明町） 71号
- 蓬川公園（尼崎市崇徳院3丁目） 74号
- 民間企業敷地内（滋賀県） 79号
  - 79号はかつて伊丹市内の店舗の敷地内で屋根が付けられた状態で保存されていたが、修繕は一切なされなかったため劣化が激しく（画像参照）、後に保存団体に引き取られた。保存団体に引き取られたあとは滋賀県内にある民間企業の敷地内に移設したのち修繕が施され、現役当時の美しい姿に復元された。なお、一般公開はしておらず所在地も非公開であり、またその敷地内には大きな木が植えられているため敷地外から車両の様子は窺いにくい[4]。